# Robert Sigl

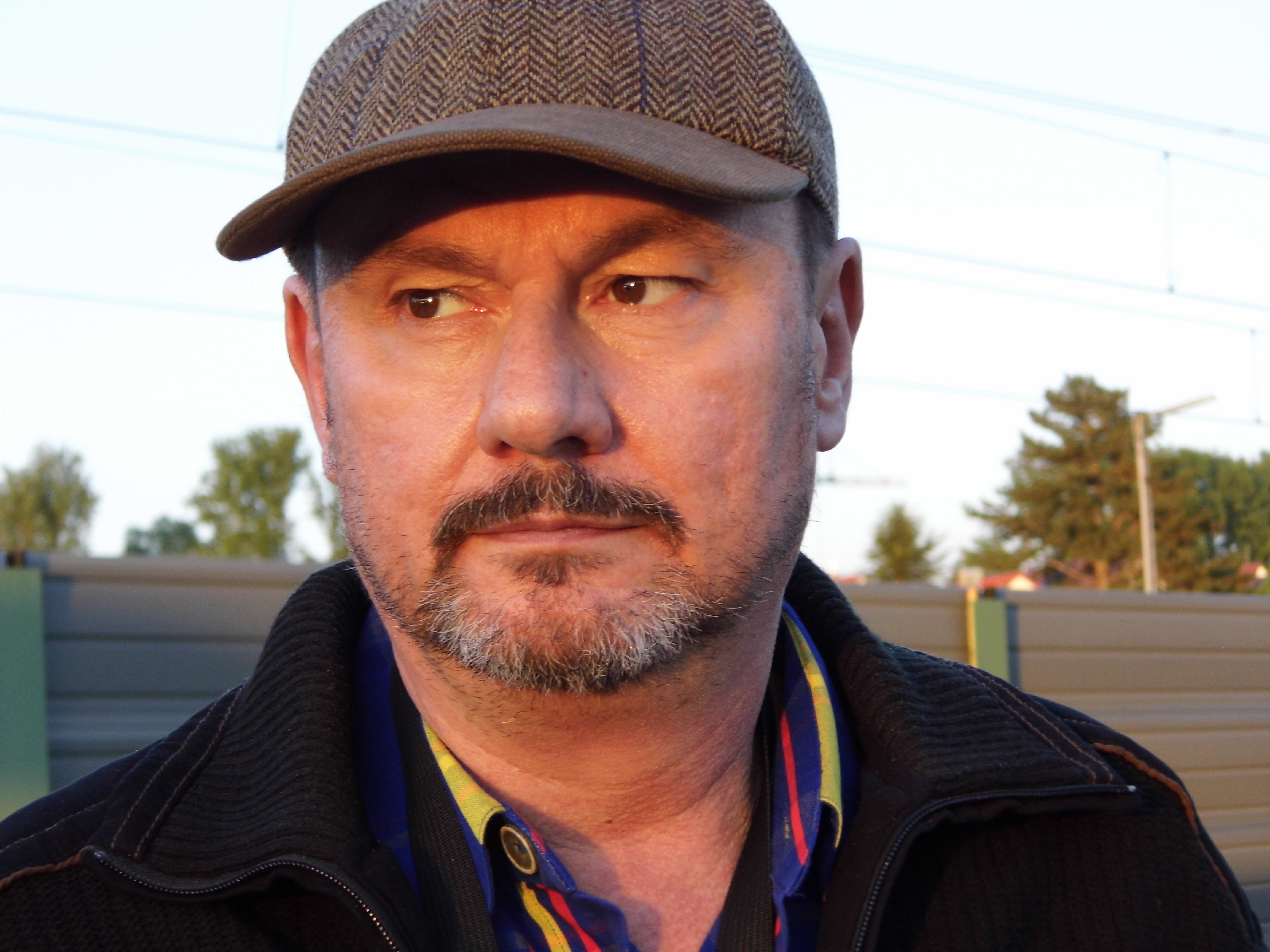
Robert Sigl

Robert Sigl (* 11. Juli 1962) ist ein deutscher Regisseur, Drehbuchautor und Schauspieler.

## Leben
Von 1981 bis 1986 studierte er an der Münchner Filmhochschule. Im Jahre 1988 erhielt Sigl mit nur 25 Jahren für sein Werk Laurin den Bayerischen Filmpreis als bester Nachwuchsregisseur.
In den kommenden Jahren arbeitete Sigl an diversen Projekten, bevor er in Polen die Fantasy-Abenteuer-Weihnachtsserie Stella Stellaris drehte. Zudem führte er Regie bei der Actionserie Alarm für Cobra 11. In der Süddeutschen Zeitung wurde die Folge „Die verlorene Tochter“ wegen derer ungewöhnlichen Atmosphäre mit Twin Peaks verglichen.
Durch die Serie Stella Stellaris wurde der kanadische Regisseur Paul Donovan auf ihn aufmerksam. Er erhielt den Auftrag, einen der vier Pilotfilme der Science-Fiction-Serie Lexx – The Dark Zone mit Hollywood-Star Malcolm McDowell zu drehen. Lexx war wegen seines schrägen und bizarren Humors und nicht zuletzt wegen der gewaltigen computeranimierten Spezialeffekte (der Anteil der computeranimierten Szenen betrug pro Film bis zu 65 %) ein Erfolg und wurde in über 100 Ländern gezeigt.
Weiterhin führte Sigl Regie beim deutschen Horror-Thriller Schrei – denn ich werde dich töten!, der eine der erfolgreichsten Fernsehproduktionen des Jahres 1999 wurde. Unter dem Titel School's Out wurde in den USA auf DVD und Video veröffentlicht.
Wegen seines großen Erfolges bekam Sigl den Auftrag bei Das Mädcheninternat – Deine Schreie wird niemand hören, auch bekannt als Dead Island – School's Out 2, in Frankreich Regie zu führen. Es folgten zwei Episoden für die Reihe Tatort, elf Folgen für SOKO Donau und der englischsprachige Mysterythriller Hepzibah – Sie holt dich im Schlaf.
Momentan arbeitet Sigl an neuen Projekten, unter anderem Golgatha, The Spider, Der 13. Jünger und Medusa.

## Filmografie
- 1982: Die Hütte (Kurzfilm)
- 1983: Der Weihnachtsbaum (Kurzfilm)
- 1989: Laurin
- 1994: Stella Stellaris (Fernsehserie, 3 Folgen)
- 1995: Große Freiheit (Fernsehserie, 3 Folgen)
- 1996: Lexx – The Dark Zone – The Giga Shadow
- 1997: Alarm für Cobra 11 – Die Autobahnpolizei (Fernsehserie, Folge 2.06)
- 1998: Geisterjäger John Sinclair (Fernsehserie, 3 Folgen)
- 1999: Schrei – denn ich werde dich töten!
- 1999: Lexx – The Dark Zone
- 2000: Das Mädcheninternat – Deine Schreie wird niemand hören
- 2001: Tatort – Zielscheibe
- 2002: Der Ermittler – Absender unbekannt
- 2005: Der Ermittler – Willkommen in der Hölle
- 2005: Tatort – Rache-Engel
- 2008–2012: SOKO Wien / Donau (Fernsehserie, 11 Folgen)
- 2010: Hepzibah – Sie holt dich im Schlaf (Fernsehfilm)
- 2014–2020: Aktenzeichen XY … ungelöst (Fernsehserie, 21 Folgen)
- 2019: First Kiss and all...
- 2019: Polizeiruf 110: Die Lüge, die wir Zukunft nennen (Fernsehreihe) (Darsteller)
- 2021: Polizeiruf 110: Bis Mitternacht (Darsteller)
- 2021: Coronoia 21 – It Comes With the Snow (Kurzfilm) (Produktion, Regie und Darsteller)